# New Hollywood
New Hollywood of post-klassiek Hollywood is een verwijzing naar de filmmakers en producers uit de periode 1967-1980. In 1967 ontstond er een nieuwe generatie filmmakers, die genoeg hadden van het 'oude' Hollywood. Ze besloten films op een nieuwe en aparte manier te maken en te verkopen. Ze werden vaak individuele filmmakers genoemd, maar dat waren ze niet. Ze werkten nog steeds voor de grote filmbedrijven, maar werkten niet volgens de Hollywood-regels. De personen die tot deze unieke generatie behoorden, werden ook vaak Movie Brats genoemd.

## Het begin en einde
In 1967 verscheen Bonnie & Clyde in de bioscoop. Deze film was de perfecte mix van humor, geweld, seks, horror en realiteit. De film die door Warren Beatty geproduceerd werd, zorgde voor een schok in Hollywood. De grote filmstudio's zagen niet alleen dat deze film revolutionair was, maar ook dat hij succesvol was.
Enkele jaren later verschenen Easy Rider en Midnight Cowboy. Films vol seks, drugs en geweld. De films werden een onverwacht succes en dit zorgde ervoor dat de filmstudio's inzagen dat ze een nieuwe weg moesten inslaan. Ondanks de X-Rating (dit betekent dat de film pornografisch was) won de film Midnight Cowboy de Academy Award voor Best Picture.
De late jaren 60 zorgden niet alleen voor een nieuwe soort films, maar ook voor een heel nieuwe generatie filmmakers zoals George Lucas, Brian De Palma, Steven Spielberg, Francis Ford Coppola en Martin Scorsese.
Deze jonge regisseurs en scenaristen lagen mee aan de basis van New Hollywood. Hun eigenzinnige films werden al gauw door de grote filmstudio's aanvaard en zonder dat ze het wisten, behoorden zij tot het nieuwe Hollywood. Overal werden er jonge regisseurs gevraagd voor nieuwe filmprojecten. In de jaren 70 zorgden deze regisseurs voor heel wat klassiekers zoals Taxi Driver, Jaws, Star Wars en Dog Day Afternoon.
De macht kwam in de handen van de regisseurs terecht en niet meer in de handen van de rijke filmstudio's. De jonge regisseurs werden te zelfverzekerd en leverden ook enkele slechte films af. In 1980 werd de film Heaven's Gate van regisseur Michael Cimino een flop die ervoor zorgde dat United Artists overgenomen werd door MGM. Het jaar 1980 wordt door sommigen beschouwd als het einde van New Hollywood.

## American Zoetrope
American Zoetrope is een filmstudio die door Francis Ford Coppola en George Lucas is opgericht. Zo konden de jonge regisseurs hun eigen projecten en die van andere jonge regisseurs financieren.

## Lijst met belangrijke figuren uit het New Hollywood-tijdperk

### Schrijvers en regisseurs
- Woody Allen
- Robert Altman
- Hal Ashby
- Peter Bogdanovich
- Mel Brooks
- Michael Cimino
- Francis Ford Coppola
- Brian De Palma
- William Friedkin
- George Lucas
- Terrence Malick
- John Milius
- Arthur Penn
- Roman Polański
- Bob Rafelson
- John Schlesinger
- Paul Schrader
- Martin Scorsese
- Steven Spielberg
- Robert Towne

### Cinematographers, editors en production designers
- Dede Allen
- Caleb Deschanel
- Conrad Hall
- Walter Murch
- Dean Tavoularis
- Haskell Wexler
- Gordon Willis

### Producers en executives
- Charlie Bludhorn
- Roger Corman
- Robert Evans
- Julia Phillips
- Bert Schneider

### Acteurs en actrices
- Warren Beatty
- Karen Black
- Peter Boyle
- Ellen Burstyn
- Julie Christie
- Jill Clayburgh
- Robert De Niro
- Bruce Dern
- Faye Dunaway
- Robert Duvall
- Shelley Duvall
- Clint Eastwood
- Jane Fonda
- Peter Fonda
- Gene Hackman
- Dustin Hoffman
- Dennis Hopper
- Madeline Kahn
- Diane Keaton
- Harvey Keitel
- Margot Kidder
- Kris Kristofferson
- Ali MacGraw
- Jack Nicholson
- Al Pacino
- Robert Redford
- Vanessa Redgrave
- Jennifer Salt
- Cybill Shepherd
- Barbra Streisand
- Donald Sutherland
- Jon Voight

## Lijst met opmerkelijke New Hollywood-films
- Bonnie and Clyde (1967)
- The Graduate (1967)
- Rosemary's Baby (1968)
- Easy Rider (1969)
- Midnight Cowboy (1969)
- Love Story (1970)
- M*A*S*H (1970)
- The French Connection (1971)
- Harold and Maude (1971)
- Klute (1971)
- The Last Picture Show (1971)
- McCabe & Mrs. Miller (1971)
- THX 1138 (1971)
- The Godfather (1972)
- The King of Marvin Gardens (1972)
- American Graffiti (1973)
- Badlands (1973)
- The Exorcist (1973)
- Mean Streets (1973)
- Paper Moon (1973)
- Alice Doesn't Live Here Anymore (1974)
- Chinatown (1974)
- The Conversation (1974)
- The Godfather Part II (1974)
- The Sugarland Express (1974)
- Young Frankenstein (1974)
- Dog Day Afternoon (1975)
- Jaws (1975)
- Nashville (1975)
- Shampoo (1975)
- Carrie (1976)
- Network (1976)
- Taxi Driver (1976)
- Julia (1977)
- Star Wars (1977)
- Coming Home (1978)
- The Deer Hunter (1978)
- Apocalypse Now (1979)
- Dressed to Kill (1980)
- Heaven's Gate (1980)
- One from the Heart (1980)
- Raging Bull (1980)
- They All Laughed (1980)
- Reds (1981)